# 関西大学出版部
関西大学出版部（かんさいだいがくしゅっぱんぶ）は、関西大学の内部に設置された出版部である。

## 概要
関西大学は、古くから出版物を発行していた。1886年11月に、関西大学の前身・関西法律学校が創立され、その翌年の1887年11月に大阪東区南久宝寺町の岡島宝文館から「関西法律学校講義録」（第一号）が発行された。その後、1910年12月には、校友と学生との相互交流機関誌として『関西学報』が創刊され、これに学内の学術論文も掲載されることになった。さらに1922年6月の大学（旧制）昇格と同時に大学の定期機関誌として『千里山学報（のち関西大学学報）』が刊行されるようになった。
戦後の混乱期の中で、当時の岩崎卯一学長が関西大学の再興を指標する「関大ルネッサンス」を提唱し、これとあわせて学内組織を再編成した結果、1947年6月、「関西大学出版部」が設置された。
現在、関西大学出版部は、関西大学の研究成果の発表を助成・促進し、学術の振興に寄与することを目標に出版事業を行っている。
他の大学の出版部が大学から独立した組織形態をとっているのに対し、関西大学出版部は、学校法人の事務組織の一部局として位置づけられている。

## 交通アクセス
- 大阪府吹田市山手町3－3－35
- 阪急電鉄千里線「関大前駅」で下車、正門までは徒歩約5分。